# Apogonichthys perdix
Apogonichthys perdix är en fiskart som beskrevs av Bleeker, 1854. Apogonichthys perdix ingår i släktet Apogonichthys och familjen Apogonidae. Inga underarter finns listade i Catalogue of Life.